# Ministro de Justicia de España
El ministro de Justicia es el alto cargo del Gobierno de España que encabeza el Ministerio de Justicia, departamento que se encarga de todo lo relativo a la política nacional en Justicia, el desarrollo del ordenamiento jurídico y la cooperación jurídica internacional. Asimismo, es competente sobre materias como notaría y nacionalidad española.
El ministro, que es nombrado por el rey de España a propuesta del presidente del Gobierno, es, ex officio, notario mayor del Reino, dando fe de los grandes actos de Estado, así como de los actos civiles de la familia real española. Por ello, es el custodio del Registro Civil de la Familia Real. Asimismo, se encarga de los trámites relacionados con las prerrogativas reales (derechos de gracia, títulos nobiliarios, grandezas, etc).
Por otra parte, el ministro es el cauce de comunicación del Gobierno de la Nación con la Administración de Justicia, con el Consejo General del Poder Judicial y con el Ministerio Fiscal, a través del fiscal general del Estado, así como con los órganos de gobierno de las comunidades autónomas en las materias de su competencia. Igualmente, corresponden al ministro de Justicia las relaciones con la Agencia Española de Protección de Datos y con los consejos generales de los Colegios de Abogados, de Procuradores de los Tribunales y del Consejo General de Graduados Sociales de España.
Desde el 21 de noviembre de 2023, su titular es Félix Bolaños.

## Historia
La figura de un funcionario del Estado con competencias en justicia aparece en 1714 durante el reinado de Felipe V. Por aquel entonces se nombró a Manuel Vadillo Velasco como Secretario de Estado y del Despacho para los asuntos eclesiásticos, de la justicia y jurisdicción de Consejos y tribunales.
En 1717, José Rodrigo y Villalpando fue nombrado secretario del Despacho Universal de Gracia y Justicia y se mantuvo en el cargo hasta su muerte en 1741. Durante todo su mandato el despacho cambio de denominación recibiendo también la del Despacho de Justicia y Gobierno político.
Con Fernando VI la posición volvió a ser «de Gracia y Justicia» y brevemente entre los reinados de Carlos III y Carlos IV las competencias de Gracia y Justicia se dividieron entre dos secretarios de Estado, uno para la España peninsular y otra para el resto del Imperio.
En 1808, durante la Guerra de Independencia, tanto el bando que apoyaba al rey José I Bonaparte como al rey Fernando VII nombraron sus propios ministros o secretarios de Gracia y Justicia. En el primer caso se nombró a Sebastián Piñuela Alonso y en el segundo a Benito Ramón de la Hermida. Ya desde entonces, los términos secretario de Estado y del Despacho y ministro se utilizaron indistintamente.
El cargo de ministro de Gracia y Justicia se ha mantenido prácticamente inalterado desde entonces, con las excepciones del final del reinado de Alfonso XIII en la que se denominó «de Justicia y Culto» o en la Segunda República, en la que se llamó solamente «de Justicia» con la salvedad de que entre 1935 y 1936 se mezclaron las competencias en Trabajo, Justicia y Sanidad.
Desde la república la denominación mayoritaria del cargo ha sido Ministro de Justicia. Entre 1994 y 1996 los cargos de ministro de Justicia y ministro del Interior estuvieron unificados.

## Notario mayor del Reino

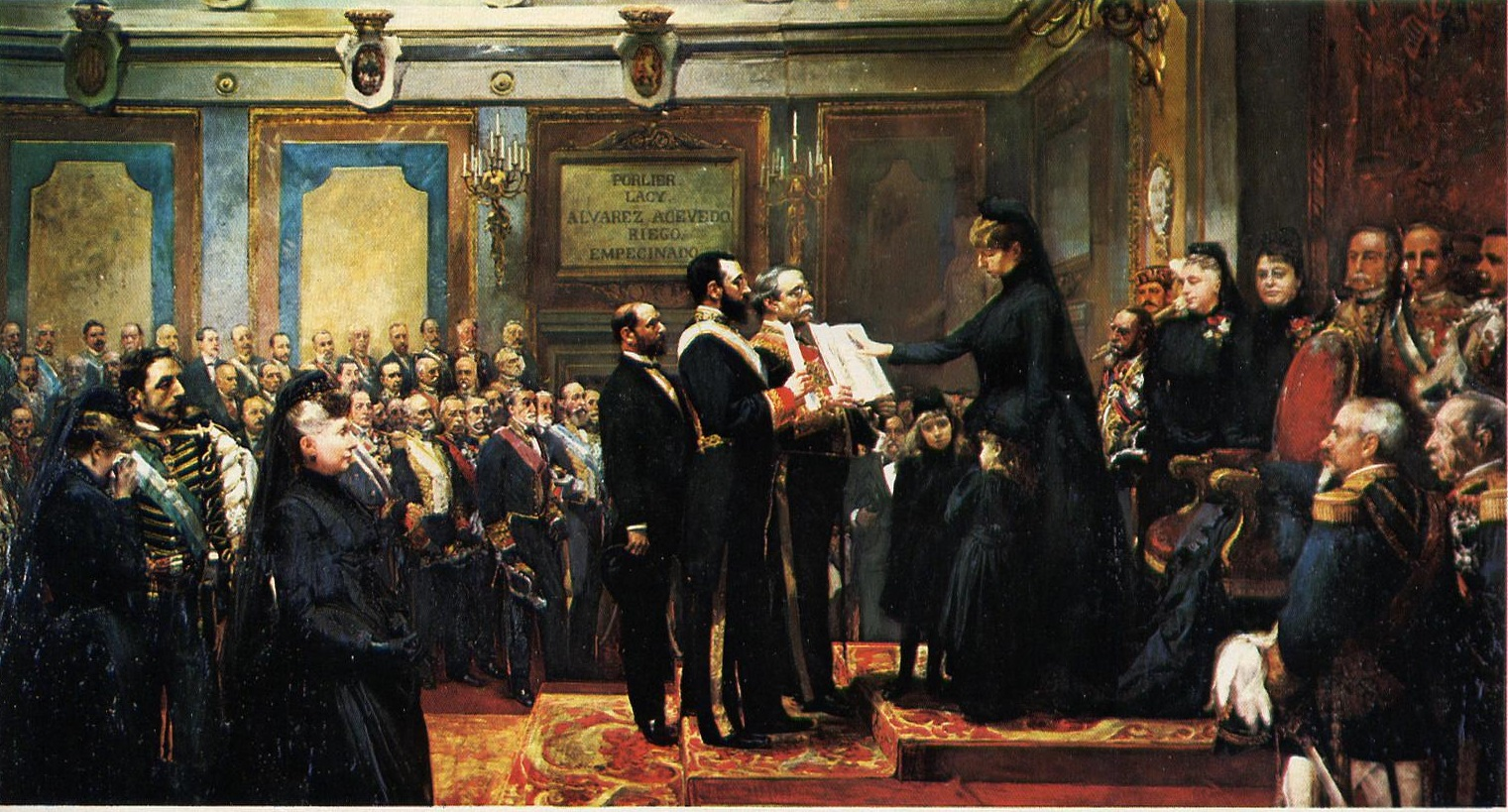
La reina María Cristina de Habsburgo jurando como regente del Reino ante el notario mayor del Reino.

Es el título que ostenta ex officio el ministro de Justicia, ya que actúa como fedatario de las grandes ocasiones de Estado como la jura de los altos cargos estatales. Dicho cargo se ejerce de forma nata, desde su nombramiento hasta su cese. Este cargo no le confiere ninguna autoridad notarial ni guarda ninguna relación con el Cuerpo de Notarios, cuya máxima autoridad es el presidente del Consejo General del Notariado, órgano autónomo y democrático.
Entre sus más importantes cometidos está el levantar acta de las juras y promesas del rey, presidente del Gobierno, ministros, secretarios de Estado y otros grandes cargos del país.
Asimismo, el notario mayor del Reino interviene también en los actos civiles de la familia real española, levantando las actas de los nacimientos, matrimonios y defunciones de sus miembros, y autorizando sus capitulaciones matrimoniales, poderes, cesiones y demás disposiciones y contratos. Dichos protocolos y demás documentos de los actos civiles —que conforman el Registro Civil de la Familia Real— que atañen a la familia real, son custodiados en las dependencias de la Dirección General de Seguridad Jurídica y Fe Pública.
En caso de ausencia del propio ministro y como fedatario público, actúa como notario mayor del Reino el director general de Seguridad Jurídica y Fe Pública, que es el secretario de la Notaría Mayor.

## Funciones
El ministro de justicia, como titular del Ministerio ejerce las competencias que le son propias a este departamento ministerial en el ámbito del derecho penal, civil, mercantil y procesal; la política de organización y apoyo de la Administración de Justicia así como la cooperación con las comunidades autónomas en coordinación con los demás departamentos competentes en la materia; la cooperación jurídica internacional; la garantía del derecho fundamental a la libertad religiosa y de culto; la dirección para el desarrollo de las políticas en materia de Memoria Histórica; los derechos de gracia y títulos nobiliarios y grandezas de España y la asistencia jurídica del Estado.

### Notariales
Como notario mayor del Reino da fe de los grandes acontecimientos, aunque esto no le confiere ninguna autoridad notarial. Como ministro de Justicia, es el encargado de expedir, en nombre del rey, los títulos notariales y de establecer las demarcaciones notariales. Asimismo, el ministro nombra a los notarios que deban de encargase de los archivos generales de protocolos que existen en cada uno de los distritos notariales.

### Letrados de la Administración de Justicia
El Ministerio de Justicia es el órgano competente para nombrar a los miembros del tribunal calificador de las pruebas para el ingreso en el Cuerpo de Letrados de la Administración de Justicia y para nombrar como tales a los que superen el proceso. En el ámbito disciplinario, el ministro es el competente para sancionar a los letrados con la suspensión, traslado forzoso, separación del servicio o cese en el puesto de trabajo.

### Magistrados
Los magistrados y presidentes de tribunales son nombrados por el rey a propuesta del Consejo de Ministros con el refrendo del ministro de Justicia. Los magistrados del Cuerpo Jurídico Militar destinados a la Sala de lo Militar del Tribunal Supremo son nombrados por el rey a propuesta del Consejo General del Poder Judicial con el refrendo del ministro.

### Nacionalidad española
De entre los casos existentes para obtener la nacionalidad española, el ministro de Justicia es la competente para otorgarla a personas que hayan residido por un tiempo determinado en España o bien denegarla por motivos razonados de orden público o interés nacional.

### Matrimonio
El ministro de Justicia tiene competencias sobre el matrimonio cuando concurra causa grave suficientemente probada. En este caso el ministro puede autorizar el matrimonio secreto, cuyo expediente se tramitará reservadamente, sin la publicación de edictos o proclamas.

### Refrendo
El ministro de Justicia es la encargada de refrendar todos los actos del soberano en el ámbito de la justicia, como los nombramientos que en apartados previos se ha hecho mención. En el caso concreto, podemos destacar dos peculiaridades propia de las monarquías parlamentarias:
Constitucionalmente, el derecho de gracia o indulto es una prerrogativa real que corresponde al monarca su concesión. El indulto debe ser solicitado al ministro de Justicia quien decidirá o no sobre su concesión y, en caso afirmativo, se lo traslada al monarca para su otorgamiento.
De igual forma, el otorgamiento de títulos nobiliarios y grandezas es una prerrogativa real del monarca, si bien necesita del refrendo del ministro de Justicia.

## Dependencias
Del ministro de Justicia dependen los siguientes órganos superior y directivos, sobre los que ejerce la superior dirección :
- La Secretaría de Estado de Justicia, cuyo titular es el principal colaborador del ministro, es responsable de coordinar las políticas de justicia, de las relaciones con los órganos judiciales y fiscales, así como con las asociaciones más relevantes de juristas. También coordina las políticas de justicia de ámbito internacional.
- La Subsecretaría de Justicia, que asiste al ministro en todo lo relativo a gobierno interior del ministerio.
- La Abogacía General del Estado, que presta al Estado servicios de asesoría legal y defensa en los tribunales.

Corresponde a la titular del Departamento de Justicia la presidencia de los siguientes órganos colegiados:
- La Comisión General de Codificación.
- El Consejo del organismo autónomo Centro de Estudios Jurídicos.
- La Junta de Gobierno de la Orden de San Raimundo de Peñafort.
- La Conferencia Sectorial de la Administración de Justicia.

Como órgano de asistencia inmediata al ministro existe un Gabinete compuesto por un director con rango de director general y cinco asesores con rango de subdirectores generales.

## Titulares
| Inicio                   | Finalización             | Nombre                                | Partido                           |
| ------------------------ | ------------------------ | ------------------------------------- | --------------------------------- |
| 12 de diciembre de 1975  | 5 de julio de 1976       | Antonio Garrigues Díaz-Cañabate       | Movimiento Nacional UCD           |
| 5 de julio de 1976       | 6 de abril de 1979       | Landelino Lavilla Alsina              | UCD                               |
| 6 de abril de 1979       | 9 de septiembre de 1980  | Íñigo Cavero Lataillade               | UCD                               |
| 9 de septiembre de 1980  | 1 de septiembre de 1981  | Francisco Fernández Ordóñez           | UCD                               |
| 1 de septiembre de 1981  | 3 de diciembre de 1982   | Pío Cabanillas Gallas                 | UCD                               |
| 3 de diciembre de 1982   | 12 de julio de 1988      | Fernando Ledesma Bartret              | PSOE                              |
| 12 de julio de 1988      | 12 de marzo de 1991      | Enrique Múgica Herzog                 | PSOE                              |
| 12 de marzo de 1991      | 13 de julio de 1993      | Tomás de la Quadra-Salcedo            | PSOE                              |
| 14 de julio de 1993      | 6 de mayo de 1996        | Juan Alberto Belloch Julbe            | PSOE                              |
| 6 de mayo de 1996        | 27 de abril de 2000      | Margarita Mariscal de Gante           | PP                                |
| 28 de abril de 2000      | 10 de julio de 2002      | Ángel Acebes Paniagua                 | PP                                |
| 10 de julio de 2002      | 18 de abril de 2004      | José María Michavila                  | PP                                |
| 18 de abril de 2004      | 12 de febrero de 2007    | Juan Fernando López Aguilar           | PSOE                              |
| 12 de febrero de 2007    | 23 de febrero de 2009    | Mariano Fernández Bermejo             | PSOE                              |
| 23 de febrero de 2009    | 22 de diciembre de 2011  | Francisco Caamaño Domínguez           | PSOE                              |
| 22 de diciembre de 2011  | 23 de septiembre de 2014 | Alberto Ruiz-Gallardón                | PP                                |
| 23 de septiembre de 2014 | 29 de septiembre de 2014 | Soraya Sáenz de Santamaría (interina) | PP                                |
| 29 de septiembre de 2014 | 7 de junio de 2018       | Rafael Catalá Polo                    | PP                                |
| 7 de junio de 2018       | 12 de enero de 2020      | Dolores Delgado                       | Independiente (vinculada al PSOE) |
| 13 de enero de 2020      | 12 de julio de 2021      | Juan Carlos Campo                     | Independiente (vinculado al PSOE) |
| 12 de julio de 2021      | 21 de noviembre de 2023  | Pilar Llop                            | Independiente (vinculada al PSOE) |
| 21 de noviembre de 2023  | En el cargo              | Félix Bolaños                         | PSOE                              |

Salvo el actual titular, que ostenta el cargo de ministro de la Presidencia, Justicia y Relaciones con las Cortes, todos ellos han llevado a cabo su cargo bajo el mismo título, Ministro/a de Justicia.